# 레트로이드 포켓 2
레트로이드 포켓 2(Retroid Pocket 2)는 고레트로이드가 2020년 9월에 출시한 안드로이드 기반 휴대용 게임기이다. 에뮬레이션 콘솔로, 드림캐스트까지의 모든 콘솔을 포함하여 다양한 핸드헬드 및 비핸드 시스템에서 게임을 플레이할 수 있다. 일반적인 비디오 게임 카트리지를 재생할 수 없으며 ROM 전용 장치이며, 중국에서는 합법적이지만 미국에서는 합법적으로 회색 지역이며, 종종 수입된다. 레트로이드 포켓의 후속 제품이며, 앤버닉 RG351과 함께 레트로게이밍을 위한 저명한 핸드헬드 콘솔로 부상했다. 99. 미화 $99(한국 돈 12만).의 낮은 가격과 빌드 품질을 칭찬했지만, 오래된 안드로이드 버전(나중에 업데이트됨), 프런트 엔드 인터페이스, 낮은 배터리 수명, 오프셋 아날로그 스틱이 논쟁점으로 지적하였다.

## 설계
Retroid Pocket 2와 업그레이드된 버전은 모두 수평 폼 팩터와 플라스틱 쉘을 유지한다. 또한 와이파이와 블루투스 4.0을 지원하며 화면 해상도는 640x480, 가로 세로 비율은 4:3이며, 큰 화면으로 출력할 수 있는 마이크로 HDMI 커넥터를 갖추고 있다. 출시 당시 포켓2는 안드로이드 6만 지원했으나 2021년 10월 안드로이드 8.1로 업데이트되었다. Retroid Pocket 2+는 안드로이드 9.0을 지원한다.
이 시스템의 배터리 수명은 충전당 약 3~5시간으로 플레이가 가능하다.

## 내구성
PCMag의 윌 그린월드는 레트로이드 포켓2에 "뛰어난" 빌드 품질과 반응성 컨트롤에 찬사를 보냈지만 제대로 세팅하기는 힘들다고 말했다. 그는 가격대가 합리적이라고 말했고, 휴대용 모드일 때 버튼 배치를 닌텐도 스위치와 비교했다. 그러나, 그는 시스템의 주식 인터페이스가 "엉뚱하고 어색하다"고 비판했고, 또한 미리 탑재된 레트로이드를 싫어했다."의심스러운 법적 허점"으로 인해 중국어로 된 ROM이 포함된 OS. 그는 오픈 소스인 페가수스 프런트 엔드를 사용할 것을 제안했지만, 그것을 설정하는 것은 "엄청난 고통"이라고 불렀다. 그는 또한 배터리 수명이 인상적이지 않다고 말했다.
Digital Downloaded의 Matt S.는 이 시스템이 RG350M보다 더 다재다능한 반면, 다른 분야에서는 더 나빴다고 말했다. 그러나 그는 HDMI 출력과 무선 플레이의 긍정적인 추가에 주목했다.
닌텐도 라이프의 데미안 맥페란은 이 시스템의 안드로이드 OS를 앤버닉 RG351과 비교했을 때 "양날의 검"이라고 불렀는데, 이는 에뮤엘렉이나 351ELEC보다 훨씬 다재다능하지만, 시스템의 약한 하드웨어 때문에 느리고 터치 스크린이 없어 포인터로 계속 전환해야 한다고 말했다. 그러나 그는 AM2R과 같은 안드로이드 게임의 실행 가능성을 칭찬하며 추가 범위를 매력적이라고 불렀다. 그는 듀얼 아날로그 스틱의 부족과 안버닉보다 약한 D-패드를 비판하였다.
레트로 도도의 브랜든 살탈라마키아는 9/10 시스템을 현재까지 최고의 레트로 핸드헬드 중 하나로 평가하면서 "우리의 예상을 훨씬 뛰어넘었다"고 말했다. 그러나, 그는 특정 게임을 하기 위해 "계속적으로 설정을 바꿀" 필요가 있다고 비판하였고, 그는 100달러 미만의 최고의 레트로 핸드헬드가 되었다고 말하면서 레트로이드 포켓 2+에 같은 점수를 주었다.